# Jung Seung-Gi
Jung Seung-Gi (17 de marzo de 1999) es un deportista surcoreano que compite en skeleton. Ganó una medalla de bronce en el Campeonato Mundial de Skeleton de 2023.

## Medallero internacional
| Campeonato Mundial | Campeonato Mundial   | Campeonato Mundial | Campeonato Mundial |
| Año                | Lugar                | Medalla            | Prueba             |
| ------------------ | -------------------- | ------------------ | ------------------ |
| 2023               | Sankt Moritz (Suiza) | Medalla de bronce  | Individual         |